# Casino de Dunedin
El Casino de Dunedin es un casino que abrió sus puertas en 1999 en la ciudad de Dunedin, en Nueva Zelanda. Se encuentra en The Exchange, medio kilómetro al sur del centro de la ciudad, en el edificio del Hotel Southern Cross (Cruz del sur). La Comisión de Juego suspendió la licencia del casino por dos días en 2006, después de que se informó que una mujer apostó $ 6,6 millones en un período de tres años. 
El Grand Casino, anteriormente conocido como Dunedin Casino, fue rebautizado en 2021 en reconocimiento al edificio en el que reside el casino. El nuevo diseño ganó el premio Heritage Color Maestro en los Resene Total Color Awards.